# SN 2018bwo

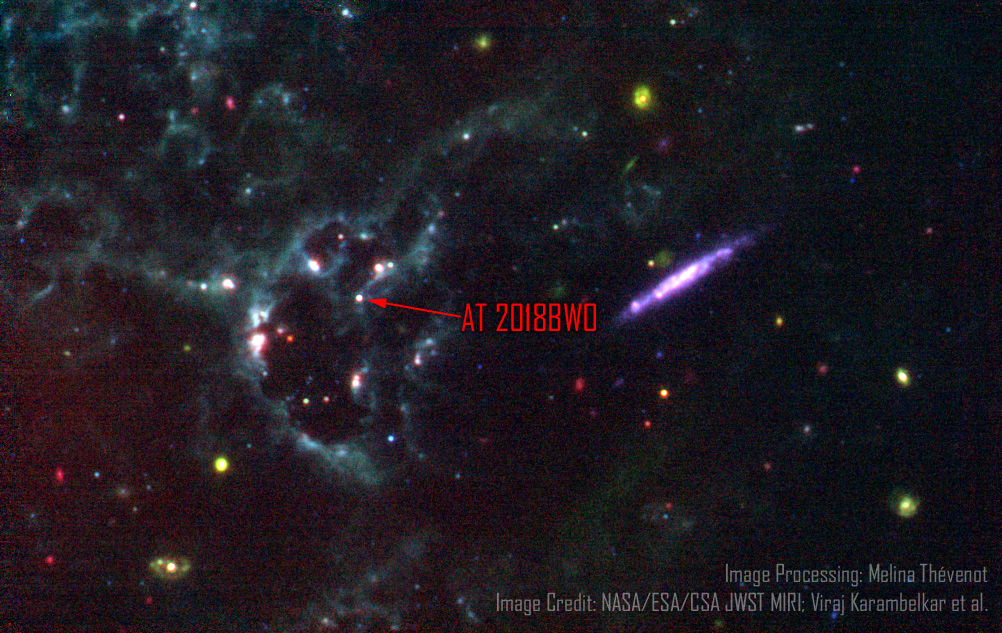
SN 2018bwo의 모습이다. JWST와 MIRI가 촬영하였다.

SN 2018bwo는 NGC 45에서 발생한 신성이다.

## 형태
본 신성의 원형은 G형 극대거성이며, 2018년에 폭발하기 시작하였다.